# Cuíto
Cuíto, também escrita como Kuito, é uma cidade e município de Angola, capital da província do Bié.
Segundo as projeções populacionais de 2018, elaboradas pelo Instituto Nacional de Estatística, conta com uma população de 512.706 habitantes e área territorial de 4 814 km², sendo o município mais populoso da província e o décimo segundo mais populoso da nação.
É limitado a norte pelos municípios de Cunhinga e Catabola, a leste pelo município de Camacupa, a sul pelo município de Chitembo, e a oeste pelo município de Chinguar.
Até 1975 designou-se "Silva Porto", em homenagem ao explorador português Silva Porto.

## Etimologia
Duas versões existem para a origem do nome "Cuíto", sendo que a principal diz que provém do termo umbundo vakutiwa kwi, que em português significa "amarrados fortemente". O termo viria da prática de alistamento militar forçado, praticado pelo rei do reino Bailundo Ekuikui I, que atava os soldados à beira de um rio para aguardar o combate. Quando as esposas dos combatentes os viram em tal situação, exclamaram: "soma Ekwikwi wakutila alume vetu voviti kwi", ou seja, "o rei Ekuikui amarou fortemente os nossos maridos nas árvores do rio!". O rio onde os soldados havia sido amarrados foi denominado de Kwitu, significando kwi, fortemente, e tu, todos.
A segunda versão diz que Cuíto significa "lugar de carne", vindo da junção dos termos do umbundo ko, lugar, e ositu, carne.

## História
O Cuíto foi erguido no centro de um dos principais reinos ovimbundos, o reino do Bié, por um homem chamado Viye, o governante dos bienos, e por sua esposa, de etnia songa, chamada Cahanda. Os ovimbundos eram conhecidos por venderem cativos das tribos vizinhas para os comerciantes de escravos europeus, o que tornou a área um local ideal para o negócio de escravos e trouxe os colonos para a região.
Os portugueses estabeleceram um posto comercial na ombala Ecovongo (cidade-capital do reino do Bié; atualmente vila do município do Cuíto) em 1750, transferindo-a, em 1771, na época do governador colonial Francisco Inocêncio de Sousa Coutinho, para o Cuíto como um posto militar avançado para o Planalto Central de Angola, bem como sede de uma missão católica sob direção do padre Gonçalo de Silveira. O padre inicialmente deu àquela o nome Amarante, tornando-se depois Belmonte.
Posteriormente chamaram a então vila de Belmonte de vila de Silva Porto, em homenagem a António Francisco da Silva Porto, importante sertanista e explorador português para o centro angolano, que chegou a construir sua casa na área. O clima agradável na província do Bié foi atraente para os colonos portugueses e muitos fizeram a sua casa em Silva Porto no início dos anos 1900, quando a Caminho de Ferro de Benguela ligou a localidade à costa.
Em 31 de agosto de 1925, três anos após a criação do distrito do Bié, a povoação de Silva Porto ainda era precariamente a sede distrital, quando finalmente foi elevada a categoria de vila; pelo diploma legislativo nº 740, de 1935, a vila foi elevada a categoria de cidade.
Cuíto tinha uma longa história de violência, começando com o comércio de escravos africanos e a guerra tribal. Mais tarde, na década de 1960, os portugueses usaram a cidade de Silva Porto como um centro de treinamento para o treinamento de soldados negros do Exército Português para enviar o norte de Angola para lutar contra os guerrilheiros nacionalistas durante a Guerra Colonial Portuguesa.
Após a independência de Portugal em 1975, o Cuíto teve os seus piores momentos em 6 de janeiro de 1993 quando a UNITA, durante a Guerra Civil Angolana, sitiou a cidade durante mais de 9 meses e mais de 30.000 pessoas foram mortas, tanto de efeitos de guerra, como de fome. Ninguém foi autorizado a entrar ou sair da cidade por nove meses e a cidade sofreu grandes danos. A UNITA acabou por ser expulsa do Cuíto e uma segunda tentativa foi tomada para capturar a cidade em 1998 usando enormes artilharias e tanques.

## Geografia
O município é formado pela comuna sede, que equivale à cidade do Cuíto, e pelas comunas de Chicala, Cambândua, Cunje e Trumba.

### Clima
Dado sua localização no flanco oriental do Planalto do Bié o clima do município é excepcionalmente fresco, sendo classificado como clima subtropical úmido (Cwa), segundo a classificação climática de Köppen-Geiger. A temperatura média anual é de 18 °C, em grande parte devido à sua alta altitude. O período mais frio é de maio a agosto, quando quase não chove. Setembro e outubro são os meses mais quentes com um pouco de chuva. Chuvas fortes caem na estação chuvosa principal de novembro a abril.
| Dados climatológicos para Cuíto | Dados climatológicos para Cuíto | Dados climatológicos para Cuíto | Dados climatológicos para Cuíto | Dados climatológicos para Cuíto | Dados climatológicos para Cuíto | Dados climatológicos para Cuíto | Dados climatológicos para Cuíto | Dados climatológicos para Cuíto | Dados climatológicos para Cuíto | Dados climatológicos para Cuíto | Dados climatológicos para Cuíto | Dados climatológicos para Cuíto | Dados climatológicos para Cuíto |
| Mês                             | Jan                             | Fev                             | Mar                             | Abr                             | Mai                             | Jun                             | Jul                             | Ago                             | Set                             | Out                             | Nov                             | Dez                             | Ano                             |
| ------------------------------- | ------------------------------- | ------------------------------- | ------------------------------- | ------------------------------- | ------------------------------- | ------------------------------- | ------------------------------- | ------------------------------- | ------------------------------- | ------------------------------- | ------------------------------- | ------------------------------- | ------------------------------- |
| Temperatura máxima recorde (°C) | 29                              | 28                              | 28                              | 29                              | 28                              | 27                              | 27                              | 30                              | 31                              | 31                              | 29                              | 28                              | 31                              |
| Temperatura máxima média (°C)   | 25                              | 24                              | 24                              | 24                              | 24                              | 23                              | 24                              | 26                              | 28                              | 26                              | 24                              | 23                              | 25                              |
| Temperatura média (°C)          | 19                              | 19                              | 19                              | 18                              | 17                              | 14                              | 15                              | 17                              | 20                              | 19                              | 19                              | 18                              | 18                              |
| Temperatura mínima média (°C)   | 14                              | 14                              | 15                              | 13                              | 10                              | 6                               | 7                               | 9                               | 12                              | 13                              | 14                              | 14                              | 12                              |
| Temperatura mínima recorde (°C) | 3                               | 7                               | 5                               | 0                               | −1                              | −5                              | 0                               | 0                               | 3                               | 6                               | 6                               | 5                               | −5                              |
| Precipitação (mm)               | 193                             | 196                             | 203                             | 76                              | 10                              | 0                               | 0                               | 3                               | 23                              | 109                             | 193                             | 201                             | 1 227                           |
| Fonte: weatherbase.com          |                                 |                                 |                                 |                                 |                                 |                                 |                                 |                                 |                                 |                                 |                                 |                                 |                                 |

## Infraestrutura

### Transportes
A principal via de ligação terrestre do Cuíto é a rodovia EN-250 que liga a cidade às localidades de Cachiungo, à oeste, e à Catabola, à leste. Já a EN-260 a liga ao Mutumbo, ao sul, e; pela EN-140 faz-se a ligação do Cuíto ao Cunje e ao Cunhinga, ambas ao norte.
A localidade também é atravessada pelo Caminho de Ferro de Benguela, que liga a cidade à Luena ao leste, e ao Porto do Lobito, no oeste.
O Cuito ainda dispõe de um aeródromo, o Aeroporto Joaquim Kapango.

### Educação
A cidade do Cuíto sedia as seguintes instituições de ensino superior: Instituto Superior Politécnico do Cuíto e Escola Superior Pedagógica do Bié.

## Cultura e lazer

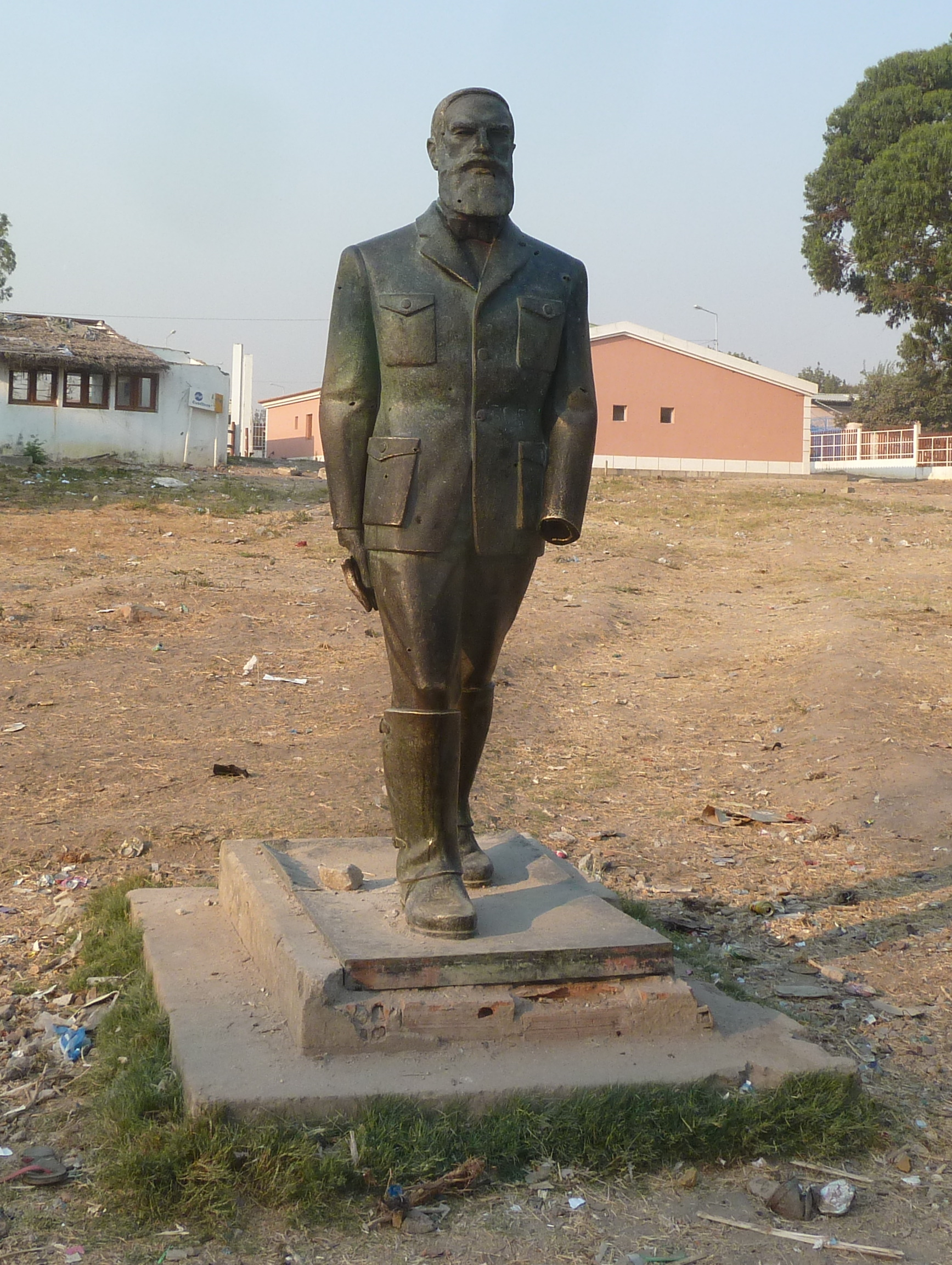
Estátua de Silva Porto, no Cuíto, cravejada de tiros e sem a mão esquerda.

### Cultura
Alguns dos equipamentos culturais de maior relevo na cidade, seja por interesse artístico ou arquitetônico são o Cine Sporting, o Centro Turístico Chicava e a Estação do Cuíto do Caminho de Ferro de Benguela. Outros locais de interesse também são o Jardim da Vergonha, a Estátua de Silva Porto e as ruínas do Forte de Silva Porto.
Uma das principais manifestações religiosas do Cuíto é a Peregrinação Anual ao Morro Chimbango. Os peregrinos saem da cidade do Cuíto, caminhando 75 quilómetros até o Chinguar, ao norte, no intuito de saudar as festividades da aparição de Nossa Senhora de Fátima aos três pastorinhos, em Portugal, em 1917. Esta peregrinação é capitaneada pela Diocese do Cuíto-Bié.

### Lazer
No futebol, o clube da cidade é o Sporting Clube Petróleos do Bié, foi fundado em 1915, disputou o Girabola, o maior nível de clubes de futebol de Angola, jogou quatro temporadas isoladas no Girabola, a liga profissional, para voltar a competir desde 2005 na segunda divisão, a Gira Angola.
O Estádio dos Eucaliptos do clube possui 16.000 espectadores. Outros desportos incluem basquetebol, andebol e hóquei em patins, que estão localizados no complexo esportivo do clube na Avenida Sagrada Esperança. Local onde funciona a sede do clube.
A cidade do Cuíto também mantém o Estádio Municipal do Cuito com 9.000 lugares.